# Saint-Georges Cool FM 103.5
Saint-Georges Cool FM 103.5 je profesionální kanadský klub ledního hokeje, který sídlí v Saint-Georges v provincii Québec. Založen byl v roce 1996 pod názvem Rive-Sud Jackals. Svůj současný název nese od roku 2010. Do profesionální LNAH vstoupil v ročníku 1996/97. Své domácí zápasy odehrává v hale Centre Lacroix-Dutil s kapacitou 2 462 diváků. Klubové barvy jsou námořnická modř, stříbrná a zlatá.
Jedná se o vítěze LNAH ze sezóny 2009/10.

## Historické názvy
Zdroj: 
- 1996 – Rive-Sud Jackals
- 1998 – Saint-Georges-de-Beauce Garaga
- 2005 – Saint-Georges CRS Express
- 2010 – Saint-Georges Cool FM 103.5

## Úspěchy
- Vítěz LNAH ( 1× )
  - 2009/10

## Přehled ligové účasti
Zdroj: 
- 1996–2004: Ligue de hockey semi-professionnelle du Québec
- 2004– : Ligue Nord-Américaine de Hockey